# تشارلز بيلمونت
تشارلز بيلمونت (بالفرنسية: Charles Belmont)‏ (و. 1936 – 2011 م) هو ممثل، ومخرج أفلام، وكاتب سيناريو، ومخرج فرنسي، ولد في كوربفوا، بدأ مشواره المهني سنة 1960، توفي في الدائرة الرابعة عشرة في باريس، عن عمر يناهز 75 عاماً.

## وصلات خارجية
- تشارلز بيلمونت على موقع IMDb (الإنجليزية)
- تشارلز بيلمونت على موقع ألو سيني (الفرنسية)
- تشارلز بيلمونت على موقع أول موفي (الإنجليزية)
- تشارلز بيلمونت على موقع قاعدة بيانات الأفلام السويدية (السويدية)
- تشارلز بيلمونت على موقع قاعدة بيانات الفيلم (الإنجليزية)
- تشارلز بيلمونت على موقع كينوبويسك (الروسية)